# Dancing on My Own
Dancing On My Own è un singolo della cantante svedese Robyn, primo estratto del suo quinto album in studio Body Talk Pt. 1 e pubblicato il 1º giugno 2010 dalla Konichiwa Records.
La canzone ha ricevuto una nomination ai Grammy Awards 2011 nella categoria "Miglior registrazione dance", premio poi vinto da Rihanna con Only Girl (in the World).

## Descrizione
Dancing On My Own è un omaggio alla passione di Robyn per "quegli inni gay da discoteca intrinsecamente tristi", come Dancing with Tears in My Eyes degli Ultravox e alcuni brani di Sylvester e Donna Summer. In un'intervista con Ryan Dombal concessa al sito web Pitchfork, Dombal sottolineò come l'album fosse in generale musicalmente innovativo, mentre invece il brano restasse "quello che ci si aspetterebbe da una canzone di Robyn". La cantante specificò: "Penso di aver trovato la mia vera voce con l'ultimo album [...] With Every Heartbeat è stata scritta da me, quindi c'è un motivo se 'Dancing on My Own' ha un suono simile. Per me è giusto che sia così". Dancing on My Own fu pubblicata tramite download digitale come primo singolo ufficiale dall'album Body Talk Pt. 1 il 1º giugno 2010 in Svezia e negli Stati Uniti ed entrò in rotazione radiofonica negli Stati Uniti d'America a partire dal 2 novembre 2010.
Dancing On My Own è stata composta da Robyn e Patrik Berger in chiave di Fa diesis maggiore. Si tratta di una ballata di musica elettronica con dei sintetizzatori pulsanti e percussioni elettroniche. Incorpora elementi di musica electro  e disco. James Montgomery di MTV News definì il brano "un caleidoscopio computerizzato di tintinnii volubili e scampanellanti e una batteria che va come un pistone". Il contenuto sentimentale della canzone è stato paragonato a un altro singolo di Robyn, "With Every Heartbeat", e a "Be Mine!" Secondo quanto pubblicato in Musicnotes.com da Universal Music Publishing Group, "Dancing on My Own" ha un tempo di 117 battiti al minuto. La voce di Robyn va dal Do#4 al Mib5.
Il brano è stato descritto come un inno da cuore spezzato: la protagonista è una donna che balla da sola in una discoteca e guarda l'uomo che ama mentre bacia un'altra donna. Montgomery scrisse: "In questa canzone triste, Robyn perde il suo uomo a beneficio di un'altra donna, ma discute anche del sentimento di solitudine che si prova in un luogo affollato, di essere alienati e non amati e di venire a patti con queste circostanze". Ben Norman di About.com scrisse: "questa canzone sentimentale descrive una serata danzante in cui Robyn osserva morbosamente l'oggetto del suo desiderio che sceglie un'altra donna, mentre lei balla da sola in un angolo".
(Parte del ritornello di Dancing on My Own)
Se With Every Heartbeat aveva una nota di ottimismo, fu sottolineato da un giornalista del Guardian come Dancing on My Own "non offra speranza in un miglioramento". In un'intervista a MTV News, Robyn parlò della canzone in questi termini: "Per me è ovviamente una canzone d'amore triste, ma è anche una canzone di forza, o almeno vorrei che la gente si sentisse forte ascoltandola". In un'intervista concessa a Pitchfork, la star svedese approfondì il tema della canzone: "Si hanno così tante aspettative quando si esce a far festa, tante speranze riguardo alla piega che potrà prendere la serata: che si tratti di incontrare qualcuno di speciale, divertirsi con gli amici, prendere una bella sbornia, ascoltare buona musica. Ci si ubriaca e ci si richiude in se stessi in un certo qual modo, provando un certo tipo di emozioni. Che non sono sempre divertenti. C'è un lato deleterio in questo. Per me quando esco è più un momento liberatorio, è il momento in cui posso essere me stessa e trovare ispirazione. Anche se sono triste, ballare è un modo liberatorio per lasciarsi andare".

## Accoglienza

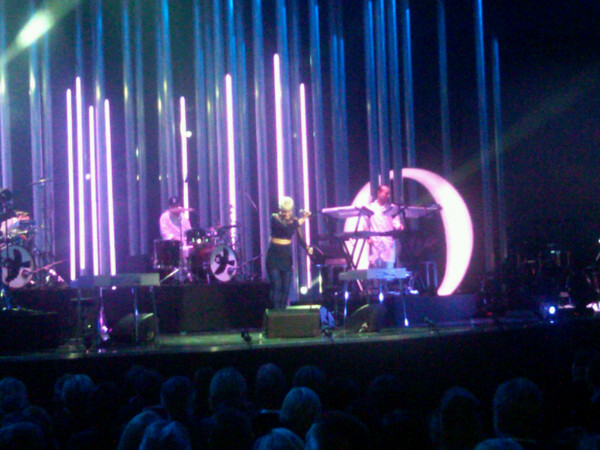
Robyn canta "Dancing On My Own" a Oslo in occasione del concerto per il Nobel per la Pace.

Dancing on My Own ottenne recensioni positive da parte della critica musicale. Nick Levine di Digital Spy scrisse: "Dancing On My Own è un pezzo electro-disco che induce alle lacrime, sentimentale tanto quanto With Every Heartbeat e Be Mine [...] Se non vi trema il labbro al secondo ritornello, vuol dire che avete preso troppe pillole per l'umore". Jer Fairall di PopMatters scrisse che "il ritmo aggressivo di Dancing On My Own non nasconde un classico dramma da pista da ballo, uno standard ereditato nientemeno che dagli ABBA con Dancing Queen e Madonna con Into the Groove".
Slant Magazine elesse Dancing On My Own come miglior canzone del 2010, scrivendo: "Pochi artisti rischiano la nudità emotiva di Robyn, e con Dancing on My Own rivela la splendida altra faccia della medaglia di quella che era With Every Heartbeat. The Guardian espresse lo stesso giudizio, con la motivazione: "Dancing On My Own è una canzone straordinaria che si aggiunge al repertorio delle classiche canzoni d'amore ibride di Robyn; abbastanza riflessive e romantiche per ascolti ripetuti, ma con una sensibilità pop che fa subito venire voglia di cercare una pista da ballo". Pitchfork la elesse quarta miglior canzone del 2010, con la morivazione che "dimostra che [Robyn] è la Rocky Balboa della musica pop". Rolling Stone la elesse 26ª miglior canzone del 2010, scrivendo: "La diva svedese scorge il suo amato con un'altra — e trasforma la sua tristezza in un pop sfavillante, perfetto per le nevrosi solitarie". La canzone si classificò sesta nella classifica di MTV delle migliori canzoni del 2010. Nel gennaio 2011 l'americano The Village Voice nella sua rubrica Pazz & Jop elesse Dancing On My Own al terzo posto tra i migliori brani dell'anno passato. Insider l’ha definita la miglior canzone del decennio.

## Successo commerciale
Dancing on My Own fu il primo singolo di Robyn ad arrivare alla posizione numero 1 in Svezia, suo Paese natale, dove rimase per due settimane consecutive. Resta uno dei singoli di maggior successo nel Paese scandinavo degli ultimi quarant'anni. In Danimarca, il singolo raggiunse la posizione numero 2, anche qui la più alta posizione in classifica per Robyn. Il singolo entrò anche nelle top 10 di Norvegia e Regno Unito. Nella classifica europea dei singoli il brano arrivò alla posizione numero 22, la posizione più alta per un singolo della cantante svedese.

## Classifiche

### Classifiche settimanali
| Classifica (2010)     | Posizione massima |
| --------------------- | ----------------- |
| Belgio (Fiandre)      | 25                |
| Danimarca             | 2                 |
| Europa                | 22                |
| Germania              | 67                |
| Israele               | 9                 |
| Norvegia              | 6                 |
| Regno Unito           | 8                 |
| Slovacchia            | 62                |
| Stati Uniti           | 113               |
| Stati Uniti Hot Dance | 3                 |
| Svezia                | 1                 |

### Classifiche annuali
| Classifica (2010) | Posizione |
| ----------------- | --------- |
| Danimarca         | 20        |
| Svezia            | 6         |

## Versione di Calum Scott
Il cantante britannico Calum Scott interpretò una versione acustica del brano nel 2015, durante il provino di Britain's Got Talent. Il provino vanta oltre 500 milioni di visualizzazioni su YouTube. Nell'agosto 2016, la sua versione di Dancing on My Own fu pubblicata come singolo e raggiunse la posizione numero 2 nel Regno Unito. A ottobre dello stesso anno fu pubblicato un remix del brano di Tiësto. Nel 2018 il brano fu incluso nel primo album studio di Scott, Only Human.

### Classifiche

#### Classifiche settimanali
| Classifica (2016-17) | Posizione massima |
| -------------------- | ----------------- |
| Australia            | 2                 |
| Austria              | 32                |
| Belgio (Fiandre)     | 19                |
| Belgio (Vallonia)    | 30                |
| Canada               | 41                |
| Danimarca            | 8                 |
| Francia              | 58                |
| Germania             | 61                |
| Irlanda              | 4                 |
| Nuova Zelanda        | 5                 |
| Paesi Bassi          | 14                |
| Portogallo           | 5                 |
| Regno Unito          | 2                 |
| Stati Uniti          | 93                |
| Svezia               | 4                 |
| Svizzera             | 81                |